# August 1993
Acest articol este generat integral pe baza informațiilor din articolul 1993 și este actualizat periodic de un robot.
 Editările făcute în articol vor fi șterse la următoarea actualizare! Dacă doriți să faceți modificări, editați articolul-sursă.

ianuarie -
februarie -
martie -
aprilie -
mai -
iunie -
iulie -
august -
septembrie -
octombrie -
noiembrie -
decembrie
August 1993 a fost a opta lună a anului și a început într-o zi de duminică.

## Evenimente
- 4 august: Primul-ministru Nicolae Văcăroiu refuză negocierile cu minerii din Valea Jiului aflați în grevă generală din 2 august. S-au solicitat creșteri salariale pe care guvernul le consideră că depășesc posibilitățile financiare ale Regiei Autonome a Huilei, care este finanțată de la bugetul statului.[1]
- 10 august: Miron Cosma le vorbește minerilor despre obligația de a înceta greva și despre lipsa de resurse financiare a guvernului.
- 11 august: Mecanicii de locomotivă declară grevă generală, Sindicatul neîndeplinind însă obligația legală de a asigura 30% din traficul feroviar, producând perturbări și pagube considerabile.[2]
- 17 august: În urma negocierilor dintre Sindicate și Cotroceni, o parte din mecanicii de locomotivă reiau lucrul, alții continuă greva deși în 13 august Curtea Supremă de Justiție suspendase greva pe o durată de 80 de zile pentru că subminează ecomonia națională. Biroul Executiv al guvernului ia măsuri excepționale iar greva feroviarilor încetează.[3]
- 18 august: Liderii sindicali ai mecanicilor de locomotivă sunt audiați de Parchet sub acuzația de subminare a economiei naționale.[3] Peste câteva zile se vor desface contractele de muncă pentru 12 sindicaliști.[3]
- 18 august: Consiliul Minoritîților propune inscripții bilingve în localitățile unde minoritățile reprezintă 10% din populație.

## Nașteri

Liam Payne

- 1 august: Eliza Buceschi, handbalistă română
- 1 august: Mariano Díaz Mejia, fotbalist spaniol (atacant)
- 1 august: Vlad Morar, fotbalist român (atacant)
- 1 august: Demi Schuurs, jucătoare de tenis olandeză
- 2 august: Jaromír Zmrhal, fotbalist ceh
- 3 august: Yurina Kumai, cântăreață japoneză
- 4 august: Saido Berahino, fotbalist britanic de etnie burundeză (atacant)
- 4 august: Giovanni Di Lorenzo, fotbalist italian
- 8 august: Julien Bègue, fotbalist francez
- 9 august: Rydel Lynch, muziciană americană
- 13 august: Kamil Ibraghimov, scrimer rus
- 14 august: Andrei Artean, fotbalist român
- 15 august: Alex Oxlade-Chamberlain (Alexander Mark David Oxlade-Chamberlain), fotbalist englez
- 16 august: Diego Llorente (Diego Javier Llorente Ríos), fotbalist spaniol
- 16 august: Kento Hashimoto, fotbalist japonez
- 17 august: Ederson (Ederson Santana de Moraes), fotbalist brazilian (portar)
- 17 august: Cristian Albu, fotbalist român
- 23 august: Richard Gadze, fotbalist ghanez (atacant)
- 26 august: Marko Livaja, fotbalist croat (atacant)
- 29 august: Liam Payne, cântăreț și compozitor britanic
- 30 august: Paco Alcácer (Francisco Alcácer García), fotbalist spaniol (atacant)

## Decese
Ion Vatamanu, 56 ani, politician, doctor în chimie, poet și publicist din R. Moldova (n. 1937)
Øystein Aarseth, 25 ani, muzician și chitarist norvegian (Mayhem), (n. 1968)
Stewart Granger (n. James Leblanche Stewart), 80 ani, actor britanic (n. 1913)
Charles Scorsese (Luciano Charles Scorsese), 80 ani, actor american (n. 1913)